# Phương Thị Thanh (đại biểu Quốc hội)
Phương Thị Thanh (sinh 21 tháng 3 năm 1967), người Nùng, là đại biểu Quốc hội Việt Nam khóa 12, thuộc đoàn đại biểu Bắc Kạn.